# 巴山 (作家)
巴山(1960年—）当代作家。四川仪陇人，男，原名任大军，作协会员，担任过《读者报》、《蜀道旅游报》的编辑、记者。
在《写作》、《四川工人报》、《四川农村报》、《读者报》等数十家报刊及出版社发表或出版过不少散文诗、小说、散文、言论、学术论文等。散文诗《黄土地思绪》、《汨罗江行吟》、《巴山道上》、《巴山汉子》等，被收入《探索散文诗选》（沈阳出版社）、《散文诗新世纪选萃》。小说《离别》发表于中国写作学会《写作》杂志1987年第六期。《狗眼人生》获得空中网首届原创文学大奖赛黑铁奖。